# Hang

Động Sơn Đoòng, Quảng Bình, Việt Nam

Hang hay hang động là một khoảng trống tự nhiên đủ lớn trong lòng đất . Không có ấn định chặt chẽ về kích thước của khoảng trống, nhưng người ta coi khoảng trống là hang khi một người có thể ra vào được, mặc dù không có chỉ định rõ ràng về tầm vóc người đó.
Hang hốc là từ được dùng để chỉ vùng đất có nhiều khoảng trống với kích thước của hang và nhỏ hơn hang - tức hốc.
Hang luồn là hang có các cửa ở ít nhất hai đầu hang, và có thể đi qua rồi thoát khỏi hang mà không cần quay lại.

## Sự hình thành
Phần lớn các hang được hình thành do quá trình kiến tạo địa chất của Trái Đất từ cách đây hàng triệu năm. Do sự biến đổi của vỏ Trái Đất kéo theo hàng loạt sự đứt gãy và hoạt động tạo núi, cũng như sự phun trào của các núi lửa đã hình thành ra các dãy núi.
Trong các khối núi thì thành phần vật liệu có thể rất khác nhau, trong đó có những phần dễ bị phong hóa có thể hòa tan vào nước ngầm và bị cuốn đi, để lại khoảng trống giữa các phần chưa bị phong hóa. Qua hàng triệu năm, khoảng trống lớn dần, rồi tùy theo tình trạng kết cấu khối vòm mà vòm sụp xuống, hoặc đủ chắc để tạo ra hang đá.

## Phân loại

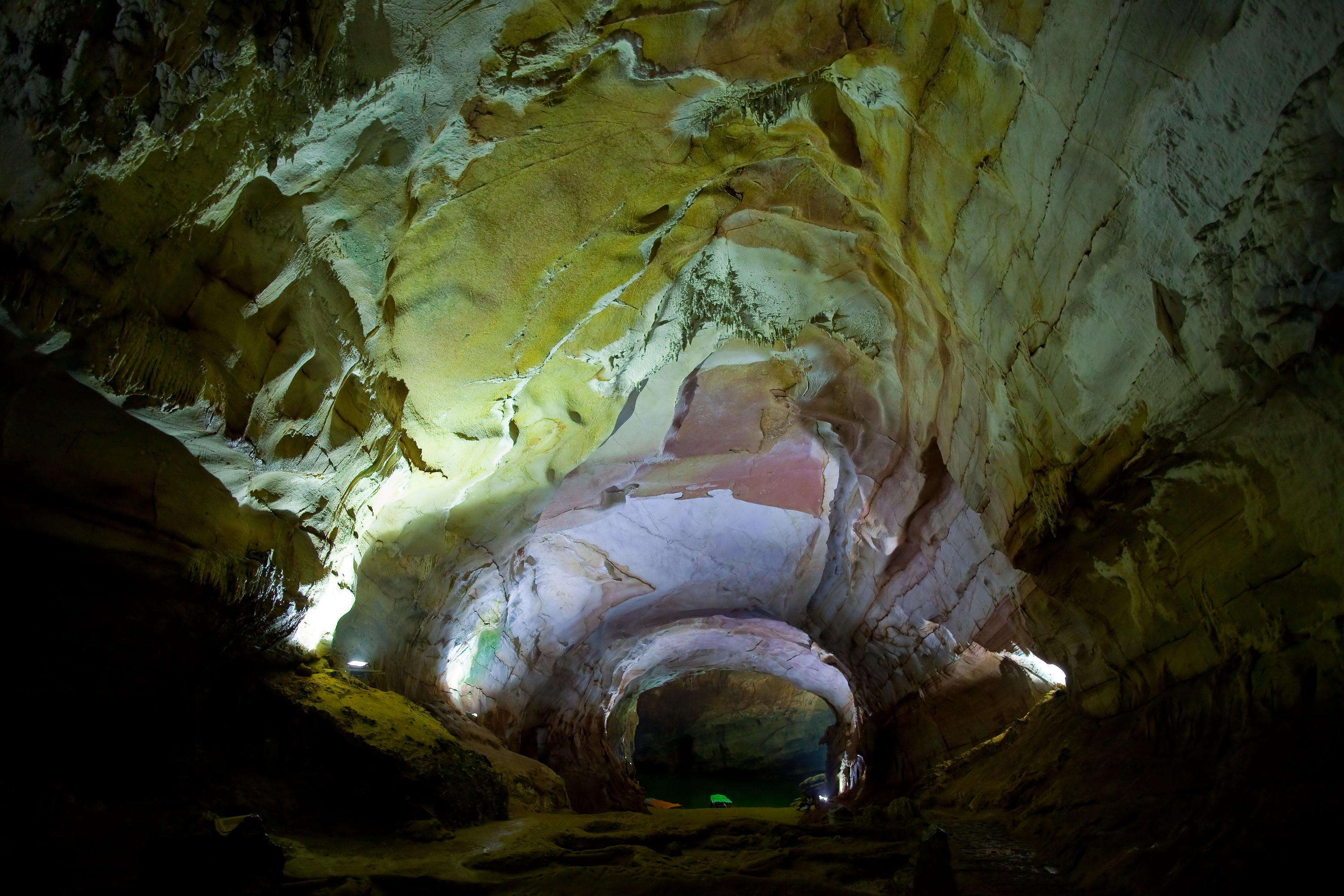
Hang đá vôi ở Phong Nha - Kẻ Bàng

- Hang đá vôi ở Phong Nha - Kẻ BàngHang đá vôi: thường gọi là karst, là loại hang được hình thành trong các khối núi đá vôi do sự bào mòn hóa học, trong đó nước có chứa axit carbonic thấm hoặc chảy qua gây ra hòa tan calci trong đá vôi. Hầu hết hang trong tự nhiên là hang karst trong núi đá vôi.

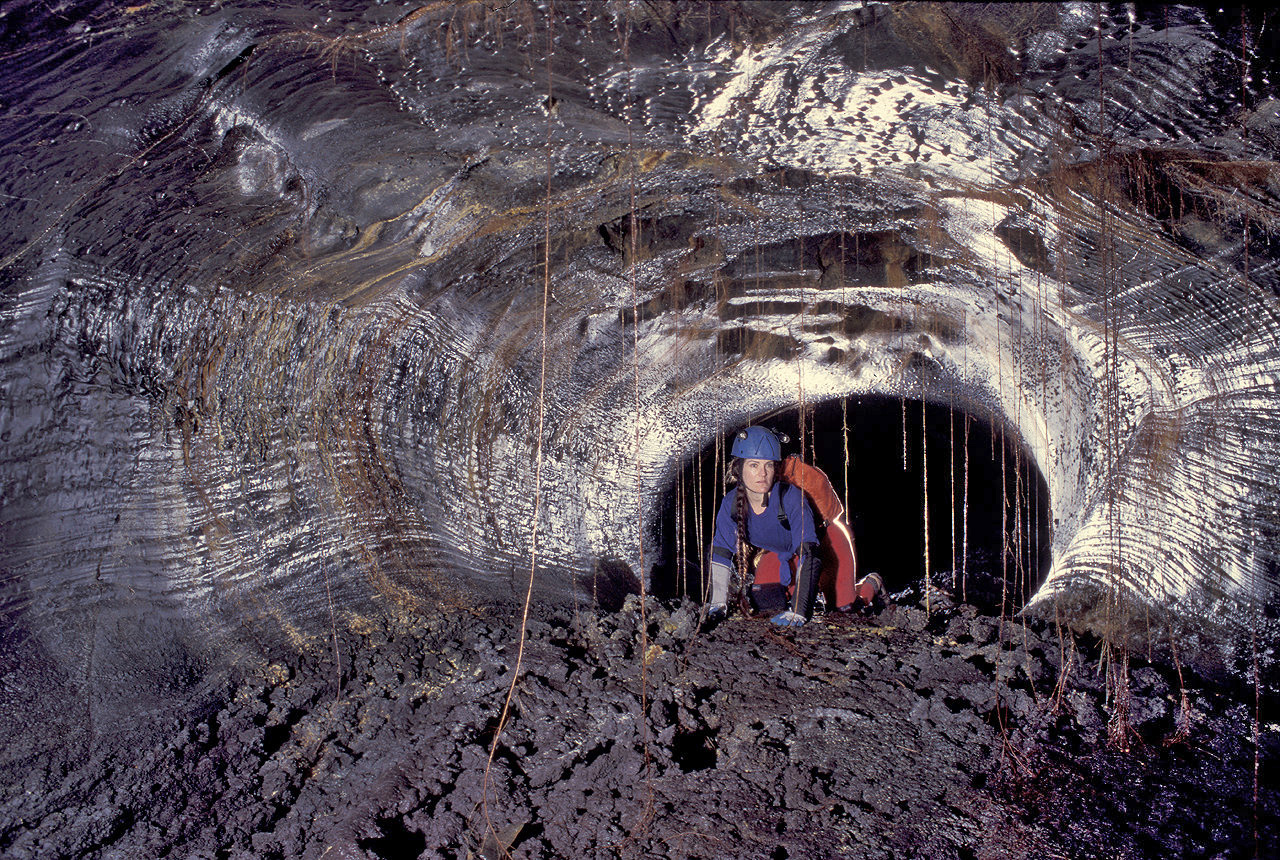
Hang ống dung nham ở Hawaii

- Hang ống dung nham ở HawaiiHang ống dung nham: là loại hang được hình thành do dung nham núi lửa khi phun trào bao phủ lên những lớp đất đá có trước thuộc loại dễ phong hóa hơn. Về sau đá dễ phong hóa bị rửa trôi, để lại những khoảng trống trong lòng nó.
- Hang phong hóa: Loại hang được hình thành do sự xói mòn của các dòng chảy mang theo trầm tích qua các loại đá. Chúng có thể hình thành trong bất kỳ loại đá nào, kể cả đá cứng như đá granite. Dòng chảy ở đây thường là dòng nước hoặc dòng không khí. Sự xói mòn bởi gió thổi qua các khối đá có thể tạo ra hang gió.
- Hang biển: Loại hang được hình thành do quá trình bào mòn của sóng biển lên những núi đá ở ven bờ biển.

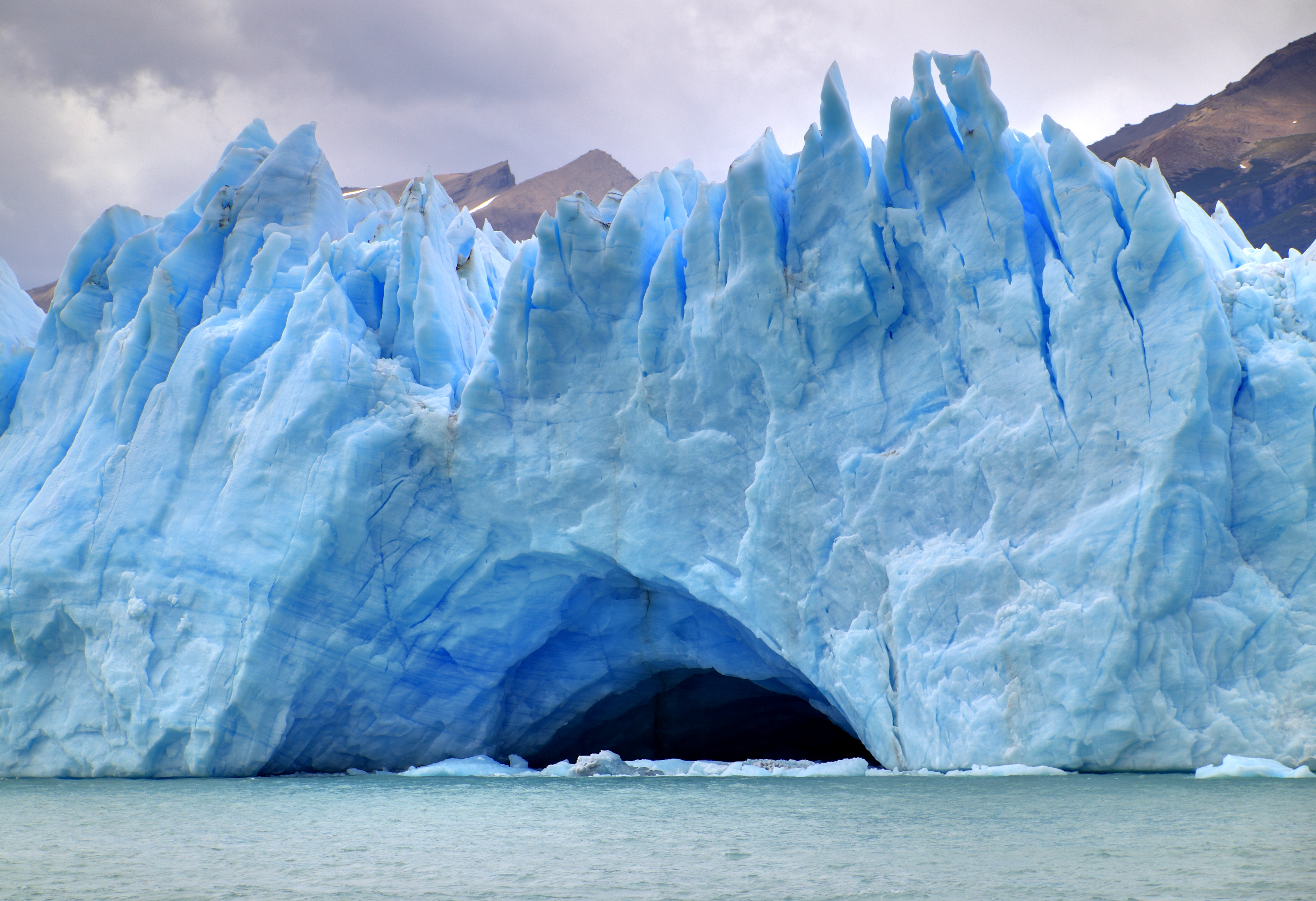
Hang sông băng Perito Moreno

- Hang sông băng Perito MorenoHang sông băng: Loại hang được hình thành bởi dòng chảy của nước làm tan băng trong và bên dưới các sông băng. Hang sông băng chỉ đến những hang động nằm hoàn toàn trong khối băng, khác với hang băng là những hang động có nền đá bị đóng băng quanh năm.
- Hang Talus: Là khoảng trống được hình thành ngẫu nhiên bởi sự sụp đổ của một khối lượng đất đá lớn chồng lên nhau, thường thấy ở chân các vách đá cùng với đá vụn.

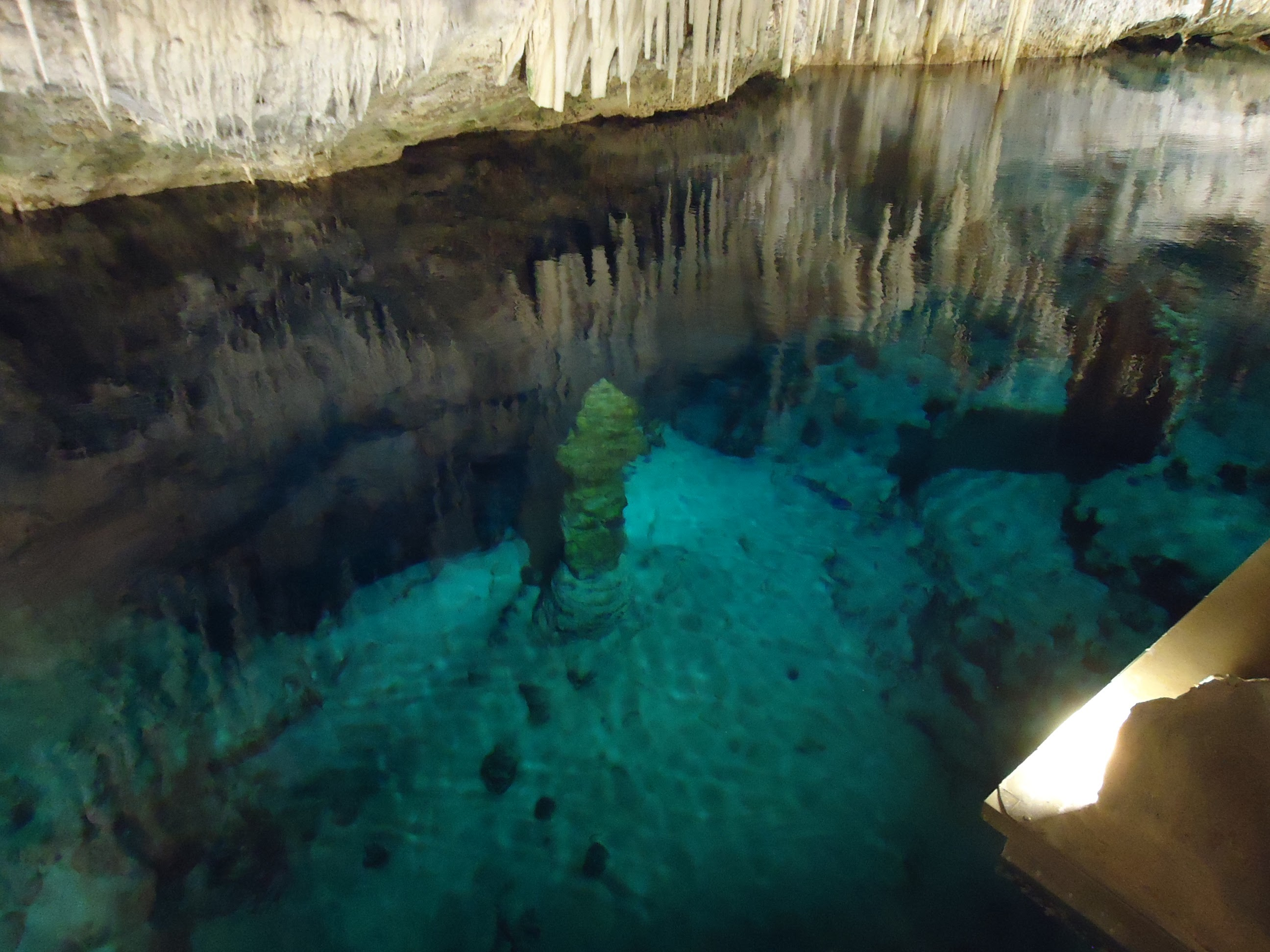
Hang Pha Lê, Bermuda là một anchialin

- Hang Pha Lê, Bermuda là một anchialinHang Anchialin: Đây là loại hang ở ven biển, không giáp biển nhưng được kết nối ngầm với đại dương, thường chứa nước lợ hoặc nước mặn.

## Sự phân bố
Các hang động phân bố trên toàn thế giới, mặc dù mật độ các hang động đã được khám phá nghiêng nhiều về những quốc gia mà hoạt động thám hiểm hang động đã trở nên phổ biến. Do đó, các hang động đã khám phá tập trung nhiều ở Châu Âu, Châu Á, Bắc Mỹ và Châu Đại Dương, nhưng lại thưa thớt ở Nam Mỹ, Châu Phi và Nam Cực.

## Những kỷ lục về hang

### Hang dài nhất:
- Hang động có tổng chiều dài lớn nhất đã được khảo sát là hang Mammoth ở Kentucky, Mỹ với chiều dài lên tới 685,6 km[3].

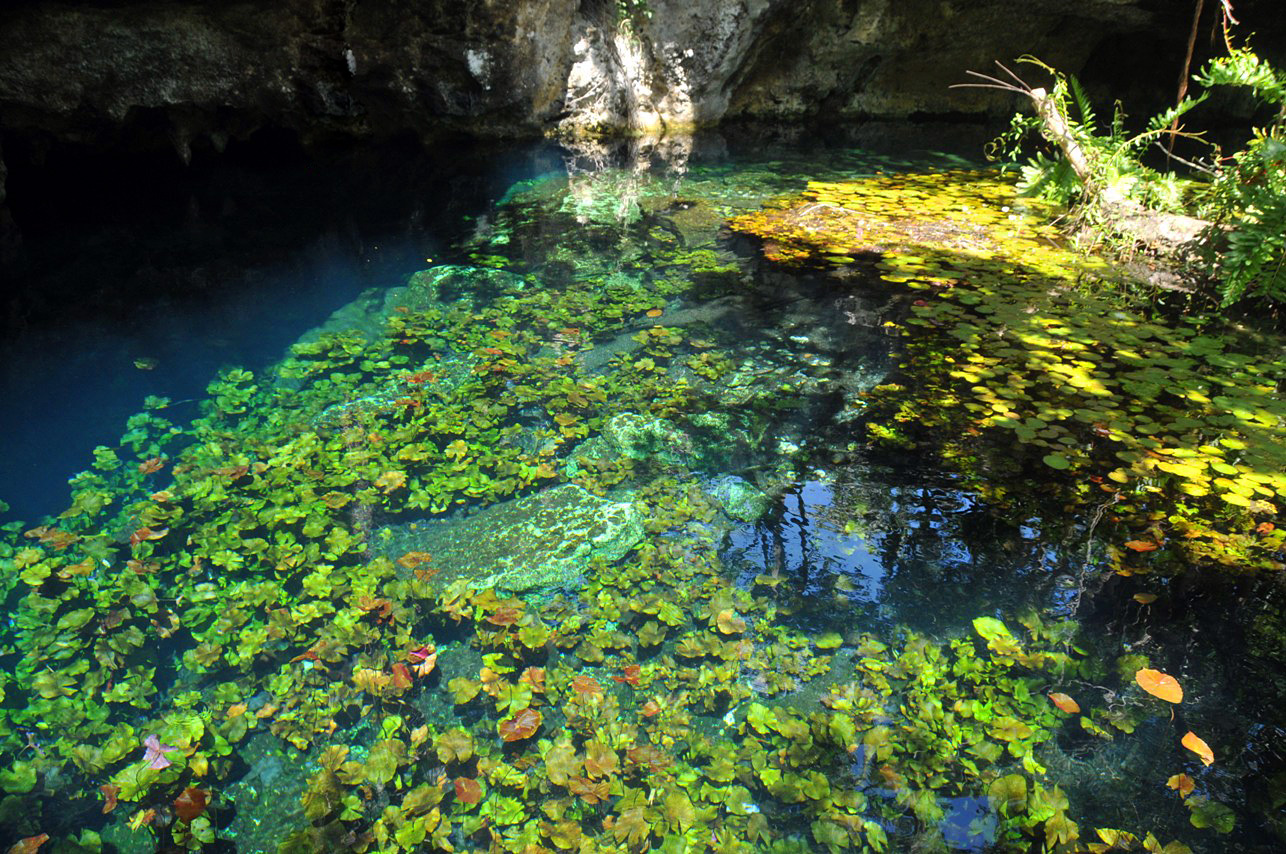
Sistema Sac Actun - Hang động trắng

- Sistema Sac Actun - Hang động trắngHang động dài nhất ở dưới nước và đứng thứ 2 về tổng chiều dài là Sistema Sac Actun ở Yucatan, Mexico, dài 335 km[3].

### Hang sâu nhất:
- Hang động sâu nhất tính từ điểm thấp nhất đến cửa cao nhất của hang là hang Veryovkina ở Abkhazia và  Gruzia, với độ sâu lên đến 2.204 m[4].
- Trục hang thẳng đứng sâu nhất được biết sâu 603 m thuộc hang động Vrtoglavica ở Slovenia.
- Hố ngập nước sâu nhất từng được khám phá là vực Hranice ở Cộng hòa Séc sâu 404 m.

### Hang lớn nhất:

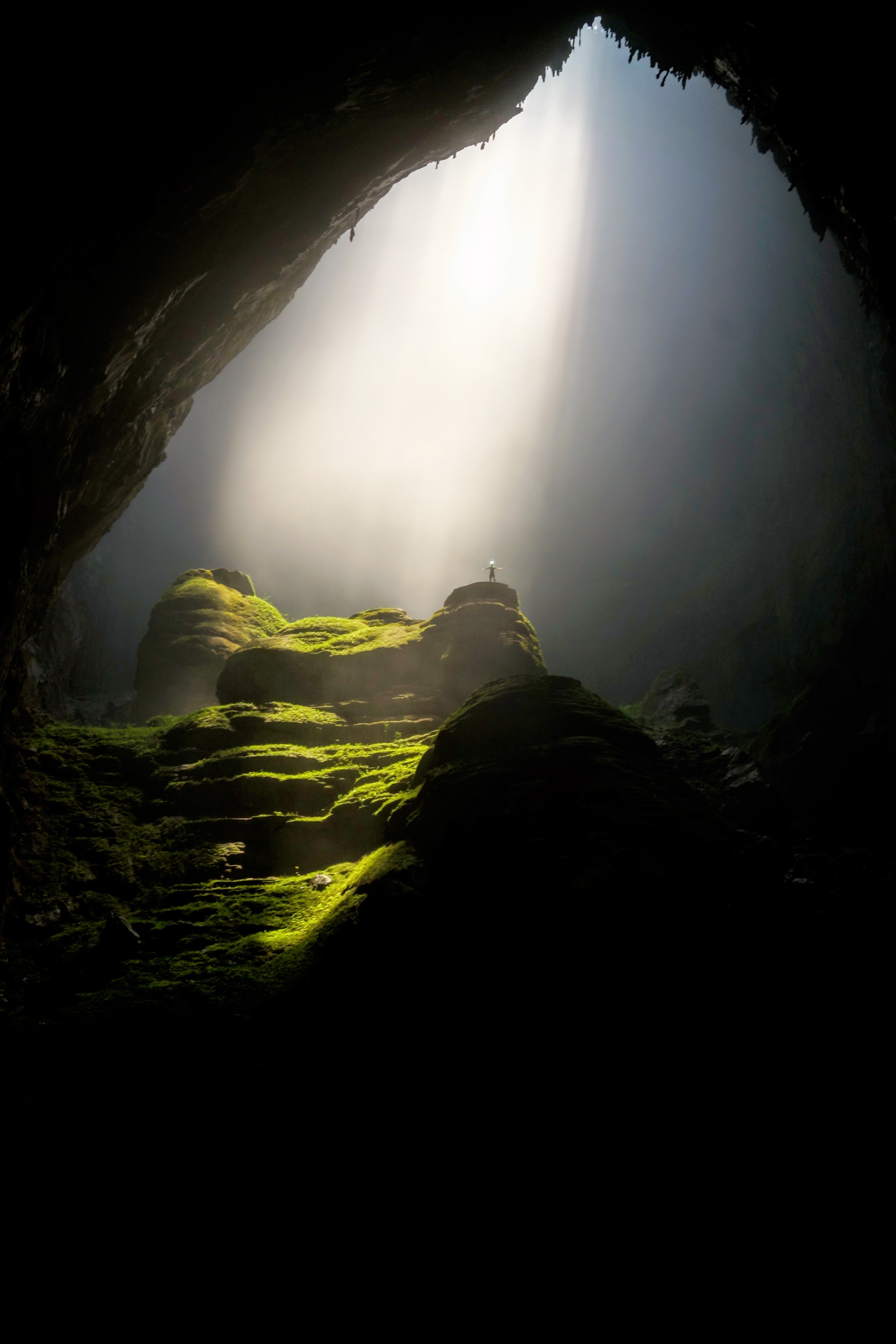
Hang Sơn Đoòng

- Hang Sơn ĐoòngHang động lớn nhất thế giới là hang Sơn Đoòng[5] ở Bố Trạch, Quảng Bình, Việt Nam, thuộc hệ thống hang Phong Nha - Kẻ Bàng dài ít nhất 9 km (đã khảo sát và đo đạc 4,6 km), cao trung bình 80 m, cá biệt có những buồng hang cao đến 200 m và rộng đến hơn 140 m[6]. Hang động mới được khảo sát cụ thể và liệt kê là hang lớn nhất vào tháng 4/2009 bởi nhóm thám hiểm thuộc Hiệp hội Hang động Hoàng gia Anh. Trước đó, kỷ lục này thuộc về hang Hươu ở vườn quốc gia Gunung Mulu (Sarawak, Borneo, Malaysia).
- Kỷ lục về buồng hang lớn nhất thuộc về buồng hang Sarawak cũng thuộc vườn quốc gia Gunung Mulu (Sarawak, Borneo, Malaysia). Buồng hang này là một khoảng trống lớn có kích thước xấp xỉ 700 x 400 x 80 m.
- Hệ thống hang lớn nhất thế giới tính theo thể tích là hệ thống hang động Clearwater với thể tích tính toán là xấp xỉ 3.800.000 m 3.

## Khảo cổ học và vai trò của Hang đối với xã hội
Xuyên suốt quá trình phát triển của lịch sử loài người, ngay từ buổi sơ khai, những con người nguyên thủy đã sử dụng các hang đông làm nơi ở, che chở cho bản thân trước mưa, gió, bão, để tránh thú dữ..., và họ cũng đã dùng hang làm nơi chôn cất những người chết.
Một minh chứng rõ ràng là nhiều người nguyên thủy đã dùng hang Niah (Sarawak, Malaysia) làm nơi cư ngụ của mình cách đây hơn 40.000 năm.
Chính vì là nơi cư trú của loài người từ xa xưa cho nên hang động có thể là nơi lưu giữ nhiều chứng tích về loài người cổ đại. Cho nên hang là những di chỉ khảo cổ rất có giá trị.

## Một số hang động nổi tiếng

### Việt Nam
- Hang Đầu Gỗ
- Hang Sửng Sốt
- Hang Én
- Hang động Tràng An
- Hang Con Moong
- Hang Sơn Đoòng

### Thế giới
- Hang đá Vân Cương ở Trung Quốc.
- Tham Khoun Xe là hang karst dạng luồn dài trên 14 km trên dòng Se Bangfai ở huyện Boualapha tỉnh Khammouan miền trung Lào [8][9]
- Tham Luang Nang Non (tiếng Thái: ถ้ำหลวงนางนอน nghĩa chữ là "Động lớn của Quý Bà đang ngủ") là hang karst ở tỉnh Chiang Rai, Thái Lan. Tại đây năm 2018 diễn ra sự kiện Cuộc giải cứu hang Tham Luang.